# Pontenx-les-Forges

Pontenx-les-Forges este o comună în departamentul Landes din sud-vestul Franței. În 2009 avea o populație de 1.427 de locuitori.

## Evoluția populației
| An        | 1975  | 1982  | 1990  | 1999  | 2006  | 2009  |
| --------- | ----- | ----- | ----- | ----- | ----- | ----- |
| Populație | 1.223 | 1.192 | 1.138 | 1.086 | 1.326 | 1.427 |